# Panorpodes brevicaudata
Panorpodes brevicaudata is een schorpioenvlieg uit de familie van de Panorpodidae. De wetenschappelijke naam van de soort is voor het eerst geldig gepubliceerd door Hua in 1998.
De soort komt voor in China.